# Lijst van beschermd onroerend erfgoed in Sint-Pieters-Woluwe
Een overzicht van het beschermde onroerend erfgoed in Sint-Pieters-Woluwe. Het beschermd onroerend erfgoed maakt onderdeel uit van het cultureel erfgoed in België.
| Object                                                             | Datum beschermd?                     | Bouwjaar/architect              | Stijl                                  | Typologie                    | Adres                                             | Coördinaten | Id-nummer?   | Afbeelding                                                 |
| ------------------------------------------------------------------ | ------------------------------------ | ------------------------------- | -------------------------------------- | ---------------------------- | ------------------------------------------------- | ----------- | ------------ | ---------------------------------------------------------- |
| Croussepark                                                        | 06/05/1993                           |                                 |                                        | Park                         | BOSSTRAAT 11 , KATTENGAARDE 00 , KELLESTRAAT 00   |             | 2286-0009/0  | Croussepark                                                |
| Blatondomein                                                       |                                      |                                 |                                        | Park                         | BOVENBERG 118 , BOVENBERG 120 A , WOLUWELAAN 0    |             | 2286-0015/0  |                                                            |
| Voormalig kunstenaarsatelier van de schilder Emile Fabry           | 16/10/1997                           | 1902 Emile LAMBOT               | Premodernisme, Art nouveau             | Kunstenaarsatelier           | ST-MICHIELSKOLLEGESTRAAT 6                        |             | 2286-0025/0  | Voormalig kunstenaarsatelier van de schilder Emile Fabry   |
| Eclectisch huis                                                    | 08/10/1998                           | 1912 Fernand CONARD             | Eclecticisme                           | Huis                         | JEAN GERARD EGGERICXSTRAAT 15                     |             | 2286-0032/0  | Eclectisch huis                                            |
| Pastorie van de Sint-Pieterskerk                                   | 04/03/2004                           | 1724-1784                       | Neoclassicisme                         | Pastorie                     | KLEINE KERKSTRAAT 2 , JEAN DERAECKSTRAAT 47       |             | 2286-0044/0  | Pastorie van de Sint-Pieterskerk                           |
| Oosterse amberboom (Liquidambar orientalis)                        |                                      |                                 |                                        | Opmerkelijke boom            | SCHERMKUNSTLAAN 65                                |             | 2286-0046/0  |                                                            |
| Monsantopark                                                       |                                      |                                 |                                        | Bos en woud                  | ZONNEGAARDE 0 , FRANCOIS GAYSTRAAT 202 - 274      |             | 2286-0016/0  | Monsantopark                                               |
| Varenbeuk (Fagus sylvatica var. laciniata)                         |                                      |                                 |                                        | Opmerkelijke boom            | GERANIUMLAAN 21                                   |             | 2286-0049/0  |                                                            |
| Gewone esdoorn (Acer pseudoplatanus)                               |                                      |                                 |                                        | Opmerkelijke boom            | STOETERIJLAAN 107                                 |             | 2286-0037/0  | Gewone esdoorn (Acer pseudoplatanus)                       |
| Modernistisch huis                                                 | 19/09/1996                           | 1935 GOFFAY                     | Modernisme                             | Huis                         | HOCKEYLAAN 43                                     |             | 2286-0027/0  | Modernistisch huis                                         |
| Villa Gosset                                                       | 10/03/1994                           | 1928-1929 Adrien BLOMME         | Art deco                               | Villa                        | HORIZONLAAN 21 - 23                               |             | 2286-0011/0  | Villa Gosset                                               |
| Le Parador                                                         | 07/09/2000                           | 1947 Jacques DUPUIS             |                                        | Villa                        | LOUIS JASMINLAAN 297                              |             | 2286-0036/0  | Le Parador                                                 |
| Gewone robinia (Robinia pseudoacacia)                              |                                      |                                 |                                        | Opmerkelijke boom            | NIJVELSEDREEF 28A                                 |             | 2286-0042/0  |                                                            |
| Oude hoeve Thielemans Auberge des maïeurs genoemd en haar omgeving | 01/09/2005                           |                                 |                                        | Dorpskern                    | LOUIS THYSSTRAAT 16 - 18, SINT-PIETERSVOORPLEIN 1 |             | 2286-0006/0  |                                                            |
| Sint-Pieterskerk - koor en toren                                   | 19/02/2004                           | 1755-1778                       |                                        | Toren                        | SINT-PIETERSVOORPLEIN 0                           |             | 2286-0043/0  |                                                            |
| Art-nouveauherenhuis                                               | 30/05/2002                           | 1899 T. EUL                     | Art nouveau                            | Herenhuis                    | TERVURENLAAN 180                                  |             | 2286-0013/1  |                                                            |
| Art-nouveauhuis                                                    | 22/12/2005                           | 1909 Nicolas Pourbaix           | Art nouveau                            | Huis                         | TERVURENLAAN 305                                  |             | 2286-0031/0  |                                                            |
| Geheel van eclectisch huizen                                       |                                      | 1900 T. EUL                     | Eclecticisme                           | Architecturaal geheel        | TERVURENLAAN 235 - 241                            |             | 2286-0034/0  |                                                            |
| Herenhuis de Lannoye                                               | 26/03/1992                           | 1906 Paul HAMESSE               |                                        | Voornaam herenhuis           | TERVURENLAAN 120 , HERTOGINNESTRAAT 13            |             | 2286-0007/0  |                                                            |
| Huis Gombert                                                       | 16/03/1995                           | 1933-1934 Huib HOSTE            | Modernisme                             | Huis                         | TERVURENLAAN 333                                  |             | 2286-0010/0  |                                                            |
| Mellaertsvijver                                                    | 18/11/1976                           |                                 |                                        | Park                         | TERVURENLAAN 000 , VORSTLAAN 0 , MARKIES DE       |             | 2286-0004/0  |                                                            |
| Modernistische villa                                               | 15/05/2008 (aangepast op 03/07/2008) | 1937 Yvan BLOMME, Adrien BLOMME | Modernisme                             | Villa                        | TERVURENLAAN 292 , GULDENDALLAAN 2                |             | 2286-0045/0  |                                                            |
| Park van Woluwe                                                    | 08/11/1972                           |                                 |                                        | Park                         | TERVURENLAAN 0 , BEMELSTRAAT 0 , MOSTINCKLAAN 0 , |             | 2286-0002/0  | Park van Woluwe                                            |
| Parmentier Park                                                    | 17/12/1981                           |                                 |                                        | Park                         | TERVURENLAAN 0000 , EDMOND PARMENTIERLAAN 0 ,     |             | 2286-0005/0  |                                                            |
| Stocletpaleis                                                      | 30/03/1976                           | 1905 Josef HOFFMANN             | Art nouveau                            | Herenhuis                    | TERVURENLAAN 279 - 281                            |             | 2286-0003/0  | Stocletpaleis                                              |
| Stocletpaleis (meubelen en voorwerpen)                             | 09/11/2006                           | 1905 Josef HOFFMANN             | Art nouveau                            | Herenhuis                    | TERVURENLAAN 279 - 281                            |             | 2286-0003/02 | Stocletpaleis (meubelen en voorwerpen)                     |
| Tramremise en museum voor het Stedelijk vervoer te Brussel         | 29/11/2001                           | 1897-1908                       | Industriële architectuur, Eclecticisme | Stelplaats                   | TERVURENLAAN 364 B - 364, LEYBEEKSTRAAT 2         |             | 2286-0029/1  | Tramremise en museum voor het Stedelijk vervoer te Brussel |
| Tramremise en museum voor het Stedelijk vervoer te Brussel         |                                      | 1897-1908                       | Industriële architectuur, Eclecticisme | Stelplaats                   | TERVURENLAAN 364 B - 364, LEYBEEKSTRAAT 2         |             | 2286-0029/0  |                                                            |
| Tuin van het Stoclet-paleis                                        | 13/10/2005                           | 1905-1911 Josef HOFFMANN        | Art nouveau                            | Privé tuin                   | TERVURENLAAN 279 - 281                            |             | 2286-0003/01 |                                                            |
| Himalayaceder (Cedrus deodara)                                     |                                      |                                 |                                        | Opmerkelijke boom            | TOERISTENLAAN 45                                  |             | 2286-0039/0  |                                                            |
| Voormalig atelier Wolfers                                          |                                      | 1906-1911 E. VAN NOOTEN         | Art nouveau                            | Kunstenaarswoning en atelier | ROGER VANDENDRIESSCHELAAN 28 A - 28               |             | 2286-0030/0  |                                                            |
| Wachthuisje                                                        | 20/04/2006                           |                                 | Eclecticisme                           | Tramhuisje                   | LEOPOLD II SQUARE 0                               |             | 2286-0012/0  | Wachthuisje                                                |